# ギルランディーナ

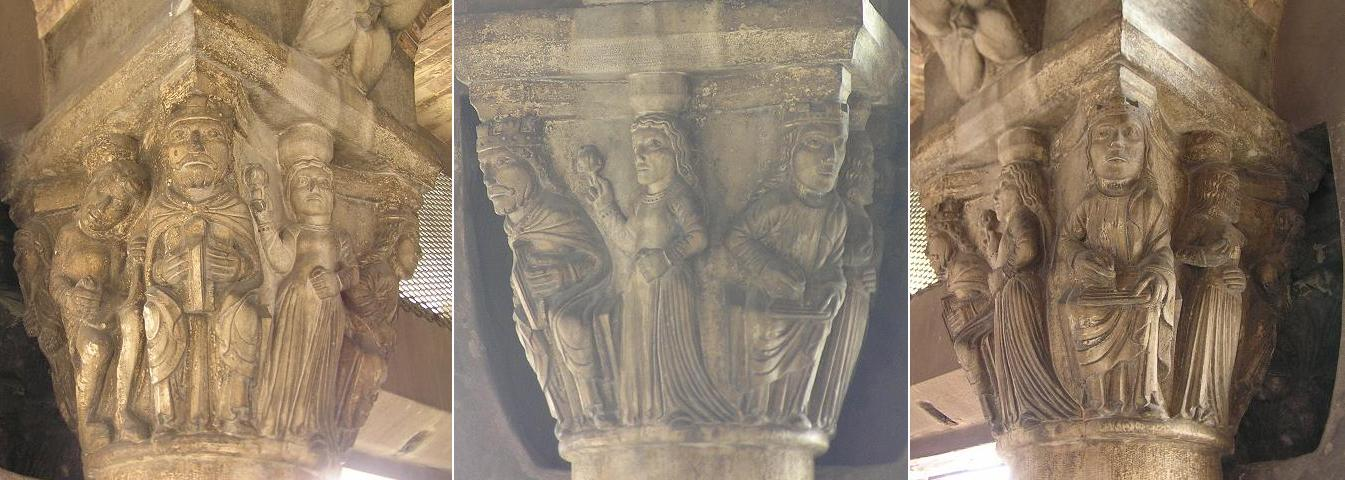
トッレザニの部屋の柱頭

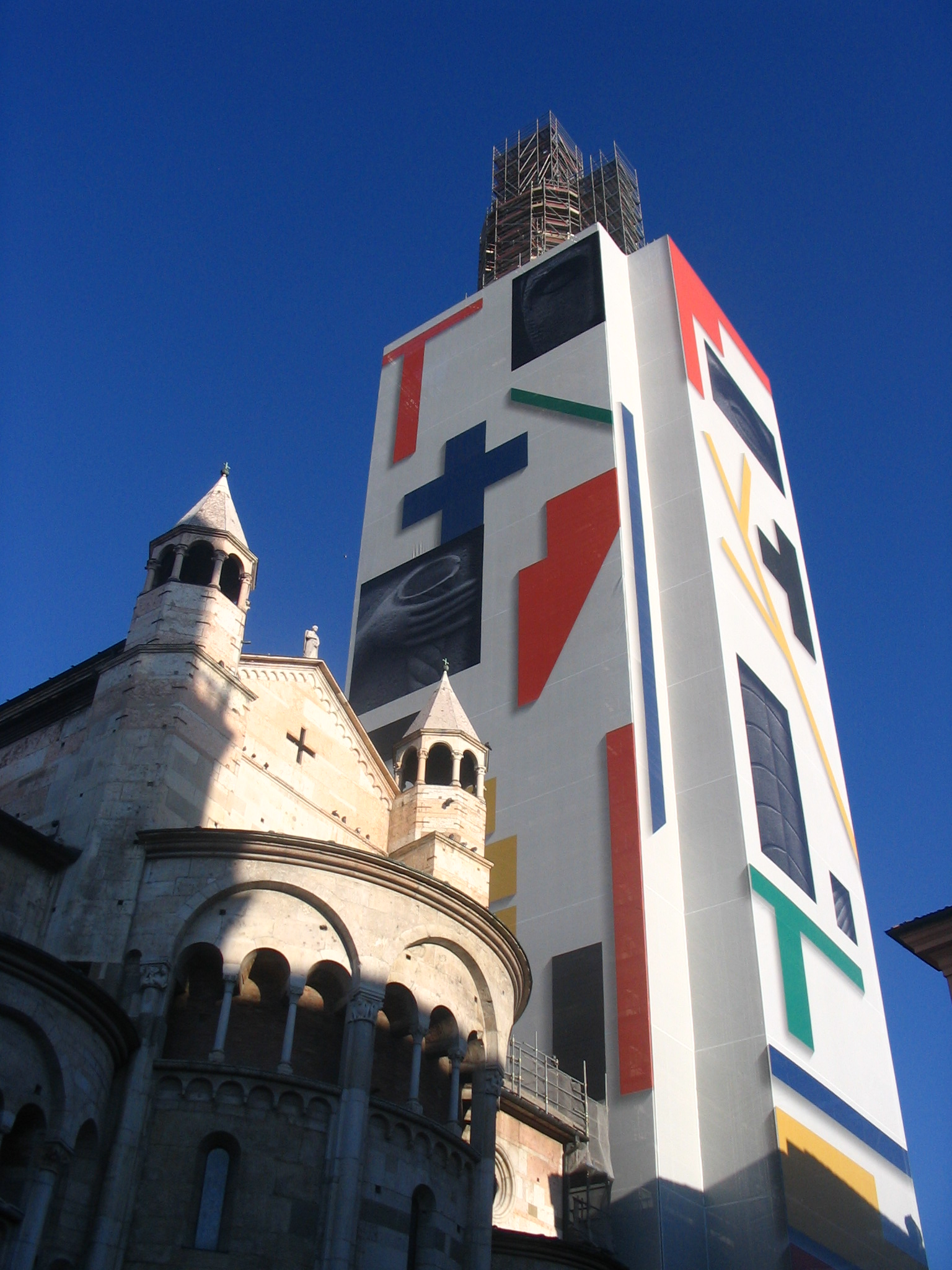
工事中のギルランディーナ（2008年2月）

ギルランディーナないしギルランディーナの塔（Torre della Ghirlandina）は、イタリアのモデナ大聖堂に隣接する鐘楼である。高さ 86.12 mの塔の上からは市の周囲を一望でき、古くからモデナの主要なランドマークになっている。「市民の塔」（トッレ・チヴィカ、Torre Civica）の名前でモデナ大聖堂などとともに世界遺産に登録されている。

## 概要
大聖堂に隣接する大理石製の鐘楼が完成したのは1179年のことで、モデナ大聖堂とともにランフランコの設計だった。五階建ての塔は主に「サン・ジミニャーノの塔」（Torre di San Geminiano）と呼ばれていた。その後、モデナの市当局はボローニャの塔と張り合おうとして、八角形の六階部分と尖塔を付け加えた。それは、13世紀から15世紀に大聖堂の修復のためにカンピオーネから来た多くの親方の一人、アッリゴ・ダ・カンピオーネ（Arrigo da Campione）によって設計されたものである。
結果として、塔の下部はロマネスク様式、上部はゴシック様式となっている。塔についた風向計は青銅製の花冠（ghirlanda）で飾られており、ギルランディーナという現在の愛称はそれに由来している。
内部では、15世紀のフレスコ画が残る「手桶の部屋」（Sala della Secchia）に、「セッキア・ラピタ」（Secchia rapita）の描画の複製が保存されている。それは、かつてこの塔がモデナ市当局の金庫だったときの記憶を伝えるものである。五階の「トッレザニの部屋」（Sala dei Torresani）では、彫刻のほどこされた柱頭が有名である。 
2007年12月から新たな修復作業が行われた。その工事の間、工事用の足場はイタリア人の芸術家ミンモ・パラディーノが描いた幕に覆われることになったが、その選択とそれに伴う高額な出費は、モデナ市民の間で議論となった。

## 世界遺産
ギルランディーナは、鐘楼として中世市民生活のリズムを刻む役割を果たしていた。
モデナ大聖堂、およびそれに隣接するギルランディーナとグランデ広場は、一体となって中世イタリアの自由都市の発展の様子を伝えるとともに、中世キリスト教都市における信仰と市民生活の結びつきを伝える優れた例証として、1997年の世界遺産委員会で、世界遺産リストに登録された。

### 登録基準
この世界遺産は世界遺産登録基準のうち、以下の条件を満たし、登録された（以下の基準は世界遺産センター公表の登録基準からの翻訳、引用である）。
- (1) 人類の創造的才能を表現する傑作。
- (2) ある期間を通じてまたはある文化圏において、建築、技術、記念碑的芸術、都市計画、景観デザインの発展に関し、人類の価値の重要な交流を示すもの。
- (3) 現存するまたは消滅した文化的伝統または文明の、唯一のまたは少なくとも稀な証拠。
- (4) 人類の歴史上重要な時代を例証する建築様式、建築物群、技術の集積または景観の優れた例。

### 登録名と日本語訳
この物件の公式な登録名は Cathedral, Torre Civica and Piazza Grande, Modena （英語）、Cathédrale, Torre Civica et Piazza Grande, Modène （仏語）である。
その日本語訳は、（特にギルランディーナの扱いについて）文献によって揺れがある。
- モデナの大聖堂、トッレ・チヴィカ及びグランデ広場 （日本ユネスコ協会連盟）[4]
- モデナの大聖堂、市民の塔とグランデ広場 （『ビジュアルワイド世界遺産』ほか）[5]
- モデナの大聖堂、鐘楼、グランデ広場 （世界遺産アカデミーほか）[6]